# Warndt
Warndt este o arie protejată (arie specială de conservare — SAC, sit de importanță comunitară — SCI, arie de protecție specială avifaunistică — SPA) din Germania întinsă pe o suprafață de 5.097 ha, integral pe uscat.

## Localizare
Centrul sitului Warndt este situat la coordonatele 49°11′58″N 6°46′27″E / 49.1994°N 6.7742°E.

## Înființare
Situl Warndt a fost declarat sit de importanță comunitară în octombrie 2000 pentru a proteja 25 de specii de animale. Alte tipuri de protecție:
- arie de protecție specială avifaunistică (în octombrie 2000)[3]
- arie specială de conservare (în noiembrie 2016)[2][4][5]

## Biodiversitate
Situată în ecoregiunea continentală, aria protejată conține 5 habitate naturale: Formațiuni ierboase bogate în specii de Nardus, dezvoltate pe substraturi silicioase în zone montane (și în zone submontane, în Europa continentală), Fânețe de joasă altitudine (Alopecurus pratensis, Sanguisorba officinalis), Păduri de fag Luzulo-Fagetum, Păduri de fag Asperulo-Fagetum, Păduri de stejar sau de stejar și carpen sub-atlantice și medio-europene de Carpinion betuli.
La baza desemnării sitului se află mai multe specii protejate:
- păsări (18): caprimulg (Caprimulgus europaeus), porumbel de scorbură (Columba oenas), cuc (Cuculus canorus), ciocănitoarea de stejar (Dendrocopos medius), ciocănitoare neagră (Dryocopus martius), șoimul rândunelelor (Falco subbuteo), muscar negru (Ficedula hypoleuca), sfrâncioc roșiatic (Lanius collurio), grangur (Oriolus oriolus), viespar (Pernis apivorus), pitulice sfârâitoare (Phylloscopus sibilatrix), ciocănitoare verzuie (Picus canus), Podiceps cristatus cristatus, Rallus aquaticus aquaticus, mărăcinar negru (Saxicola torquatus), sitar de pădure (Scolopax rusticola), turturică (Streptopelia turtur), Tachybaptus ruficollis ruficollis
- amfibieni (1): triton cu creastă (Triturus cristatus)
- mamifere (2): liliac cu urechi mari (Myotis bechsteinii), liliac comun (Myotis myotis)
- nevertebrate (4): fluturele-tigru (Callimorpha quadripunctaria), Coenagrion mercuriale, rădașcă (Lucanus cervus), fluturele purpuriu (Lycaena dispar)

Pe lângă speciile protejate, pe teritoriul sitului au mai fost identificate 13 specii de plante, 1 specie de păsări, 4 specii de amfibieni, 8 specii de mamifere, 14 specii de nevertebrate, 1 specie de reptile.